# Herb gminy Turek
Herb gminy Turek – jeden z symboli gminy Turek, ustanowiony 27 stycznia 2006.

## Wygląd i symbolika
Herb przedstawia na tarczy w polu srebrnym czerwony łeb tura, poniżej którego znajdują się trzy błękitne lilie. Łeb tura nawiązuje do herbu stolicy gminy, Turku. Trzy lilie zaczerpnięte zostały z herbu Arcybiskupstwa Gnieźnieńskiego, do którego dóbr należała znaczna liczba wsi na terenie gminy.